# Call of Duty: Modern Warfare 3
Call of Duty: Modern Warfare 3 is een first-person shooter. Het is de opvolger van Call of Duty: Modern Warfare 2 en is het achtste spel in de Call of Duty-serie. Vanwege een juridisch geschil tussen de uitgever van het spel, Activision en de voormalige medebestuurders van Infinity Ward - waarbij verschillende tijdelijke ontslagen vielen en medewerkers van het bedrijf vertrokken - staan Sledgehammer Games en Raven Software de ontwikkeling van het spel bij. Op 20 januari 2011 meldde LA Times dat het volgende spel Modern Warfare 3 zou gaan heten. Op 8 november 2011 werd het spel uitgebracht.
Op de E3 is de demo van MW3 voorgesteld waarin de missie "Hunter Killer" werd gespeeld.
Tijdens Late Night with Jimmy Fallon op NBC werd de singleplayer en de nieuwe Survival Mode getoond.

## Special Ops

### Survival Mode
Survival Mode is een onderdeel van de 'Special Ops'-modus (bekend uit MW2). In Survival Mode moet je golven van vijanden verslaan op de manier als in de 'Nazi Zombie'-modus in World at War, Black Ops en Call of Duty: Zombies gebeurt. Survival mode kan solo of co-op (1-2 spelers) worden gespeeld.
Tijdens het spelen krijgt de speler fictieve dollars voor bijvoorbeeld het doden van een vijand. Dit valt opnieuw te vergelijken met Nazi Zombies, al zijn het daar punten. Met dat geld kan de speler wapens, perks (als in de Multiplayer en Nazi Zombies), uitrusting(vb. Frag Grenade; C4), Air Support en AI-bestuurde teams die meevechten tegen de vijanden (Delta Squad en Riot Shield Squad zijn bekend) kopen bij de daarvoor bestemde computers die bij een bepaald level vrijgespeeld worden.

### Special Ops
Naast de 'Survival'-modus kunnen er ook missies uit de Single Player (campagne) worden gespeeld. Dit kan alleen of met meerdere andere spelers. Voor het doden van vijanden krijg je XP, waardoor je niveaus omhoog gaat. Dit is nuttig om te gebruiken bij Survival.

## Maps
Dit is een lijst met alle kaarten die in MW3 gespeeld kunnen worden.
| Naam kaart  | Beschrijving                                |
| ----------- | ------------------------------------------- |
| Arkaden     | Duits winkelcentrum                         |
| Bakaara     | Klassieke stad in oorlogssituatie (Somalië) |
| Bootleg     | Middelgrote markt in Thailand               |
| Carbon      | Verlaten fabriek                            |
| Dome        | Kleine buitenpost in de woestijn            |
| Downturn    | Gebied in het centrum van New York          |
| Fallen      | Russische spookstad                         |
| Hardhat     | Bouwcomplex in New York                     |
| Interchange | Gebied rond een verwoeste snelweg           |
| Lockdown    | Gedeelte in het centrum van Praag           |
| Mission     | Grote Afrikaanse koloniale nederzetting     |
| Outpost     | Grote Siberische vliegbasis                 |
| Resistance  | Wijk in Parijs                              |
| Seatown     | Stad aan de Noord-Afrikaanse kust           |
| Terminal    | Russisch vliegveld                          |
| Underground | Brits treinstation                          |
| Village     | Groot Afrikaans dorp                        |

### Elite Drops (DLC)
Elke maand tot september 2012 worden er nieuwe kaarten en 'Special Ops'-missies uitgebracht via Call of Duty Elite (alleen Premium Members). Voor spelers die geen Elite Premium hebben of op de pc spelen komen er ook collecties uit.
Hier staan alle Drops:
| Maand                  | Naam                                                          | Multiplayer of Special Ops                            | Omschrijving van kaart of missie |
| ---------------------- | ------------------------------------------------------------- | ----------------------------------------------------- | --- |
| Januari                | Liberation Piazza                                             | Multiplayer map                                       | Recreatie van Central Park in New York. Een klein vissersdorp in Italië. |
| Februari               | Overwatch                                                     | Multiplayer map                                       | Een wolkenkrabber in New York in aanbouw. |
| Maart                  | Black Box Black Ice Negotiator                                | Multiplayer map Special Op                            | Neergestort vliegtuig van de president van de Verenigde Staten. Een geheime basis moet worden vernietigd Een dorp moet worden gered |
| Collectie 1 uitgekomen |                                                               |                                                       | |
| April                  | Sanctuary Foundation                                          | Multiplayer map                                       | Kloosters in Centraal-Griekenland. Betonfabriek in Zuid-Korea. |
| Mei                    | Oasis Erosion Aground Getaway Lookout Kill Switch Iron Clad   | Multiplayer map Face Off (gratis) Face Off Special Op | Een vakantiepark met hotel Oude Romeinse ruïnes en oude aquaducten Voer oorlog op de Schotse Orkney-eilanden Huis bij een tropisch strand Voer oorlog op een Afghaanse berghelling Dood een grote groep vijanden Ga op pad met een tank, en bescherm hem |
| Collectie 2 uitgekomen |                                                               |                                                       | |
| Juni                   | Arctic Recon Vortex U-Turn Intersection                       | Special Op Face Off                                   | Vernietig een vijandig Schip Vecht op een boerderij die geteisterd wordt door een tornado Vecht op een straat Vecht in een gedeelte van New York |
| Juli                   | Decommission Offshore Vertigo Terminal (uit Modern Warfare 2) | Multiplayer map Special Op Multiplayer map (gratis)   | Gedeelte met gestrande schepen Vecht op een olieplatform Red hotel Oasis Vecht op een vliegveld |
| Collectie 3 uitgekomen |                                                               |                                                       | |
| Augustus               | Light Em Up Special Delivery Special Ops Chaos                | Special Op                                            | Red een teamgenoot in een kasteel Vecht tegen op de grond of in een V-22 Osprey Overleef hordes van vijanden |
| September              | Boardwalk Gulch Parish                                        | Multiplayer map                                       | Een boulevard aan de Jersey Coast Een oude mijn in de Red Rock Canyon Een Franse buurt in New Orleans |
| Collectie 4 uitgekomen |                                                               |                                                       | |

## Multiplayer

### Wapens
Dit is de lijst van wapens in de multiplayer van MW3:
Assault Rifles
- M4A1
- M16A4
- SCAR-L
- CM901
- Type 95
- G36C
- ACR 6.8
- MK-14
- AK-47
- FAD

Machinepistool
- MP5
- UMP45
- PP90M1
- P90
- PM-9
- MP7

Licht machine geweer
- L86 LSW
- PKP Pecheneng
- MK-46
- M60E4
- MG36

Sniper rifle
- Barret .50 Cal
- L118A
- Dragunov
- AS50
- RSASS
- MSR

Shotgun
- USAS-12
- KSG-12
- SPAS-12
- AA-12
- Striker
- Model 1887

Machinepistool
- FMG9
- MP9
- Skorpion
- G18

Handpistool
- USP .45
- P99
- MP412
- .44 Magnum
- Five-seven
- Desert Eagle

Launchers
- SMAW
- Javelin
- FIM-92 Stinger
- XM25 Individual Airburst Weapon System
- M320 GLM
- RPG-7

### Camouflage
- Classic
- Snow
- Multicam
- Digital Urban
- Hex
- Choco
- Snake
- Blue
- Red
- Autumn
- Gold
- Winter (alleen Call of Duty Elite Founders)
- Marine (alleen Call of Duty Elite Founders)

### Prestige Shop
- Extra Custom Class (max 10)
- 2 uur Dubbel XP voor Levels
- 2 uur Dubbel wapen XP
- Regular Package
- Unlock Gear
- Hardened Package
- Veteran Package
- Reset all stats (pas beschikbaar vanaf 20e Prestige)

### Perks
Hieronder staan alle perks die nu in het spel zitten.

#### Tier 1
| Naam                 | Level van vrijspelen | Effect                                                    | Effect "Pro"-versie                                                                                              |
| -------------------- | -------------------- | --------------------------------------------------------- | --- |
| Recon                | 4                    | Explosieve schade laat de vijand op de minimap zien       | Schade door kogels laat de vijand op de minimap zien                                                             |
| Sleight of Hand      | 4                    | Sneller herladen                                          | Sneller van wapens wisselen                                                                                      |
| Blind Eye            | 11                   | Maakt de speler onzichtbaar voor luchtsteun en "Sentries" | Granaatwerpers hebben een snellere "lock-on" op vijandelijke luchtsteun Extra schade van kogels tegen luchtsteun |
| Extreme Conditioning | 22                   | Sprint voor een langere periode van tijd                  | Beklim obstakels sneller                                                                                         |
| Scavenger            | 39                   | De speler kan munitie bevoorraden van dode vijanden       | Extra magazijnen                                                                                                 |

#### Tier 2
| Naam         | Level van vrijspelen | Effect                                                                                     | Effect "Pro"-versie |
| ------------ | -------------------- | ------------------------------------------------------------------------------------------ | --- |
| Quickdraw    | 4                    | Sneller richten                                                                            | Sneller herstel na het gebruik van granaten                                                                                          |
| Blast Shield | 4                    | Verhoogde explosieve weerstand                                                             | Weerstand tegen flash en stun (van stun en flash granaten)                                                                           |
| Hardline     | 15                   | Een punt minder is nodig om een pointstreak of killstreak te verkrijgen                    | Elke twee "assists" tellen als een punt van pointstreaks Deathstreaks vereisen een keer minder dood te gaan                          |
| Assassin     | 27                   | Maakt de speler onzichtbaar voor UAV's, draagbare radars, thermische- en hartslag sensoren | Maakt de speler resistent tegen Counter UAV's en EMP's Er verschijnt geen rood richtkruis of naam als er op de speler wordt gericht. |
| Overkill     | 47                   | Het secundaire wapen wordt vervangen door een primaire wapen (zonder "Attachments")        | Tweede primaire wapen kan ook attachments hebben                                                                                     |

#### Tier 3
| Naam         | Level van vrijspelen | Effect                                                                               | Effect "Pro"-versie                                                        |
| ------------ | -------------------- | ------------------------------------------------------------------------------------ | -------------------------------------------------------------------------- |
| Marksman     | 4                    | Identificeer vijandelijke doelen op lange afstand                                    | De speler kan zijn adem langer inhouden                                    |
| Stalker      | 4                    | Sneller bewegen tijdens het richten                                                  | Vertraging van vijandelijke detectie wapen (claymore, bouncing betty etc.) |
| Sitrep       | 19                   | Detecteren van vijandelijke explosieven "Tactical Insertions" Vijandelijke objecten. | Vijandelijke voetstappen klinken harder                                    |
| Steady Aim   | 30                   | Verhoogde nauwkeurigheid tijdens het vuren zonder te richten (van de heup schieten)  | Wapen is sneller klaar na het rennen                                       |
| Dead Silence | 55                   | Stillere beweging De perk Recon is minder effectief tegen de gebruiker               | Geen val schade                                                            |

### Weapon proficiencies
Weapen proficiencies (wapen bekwaamheid) zijn nieuw in de Call of Duty serie. In plaats van alleen niveaus te stijgen, wordt de speler na verloop van tijd beter met de wapens die hij gebruikt. Wanneer de speler beter wordt, kan hij voor dat wapen een soort extra verbetering (weapon proficiency) toevoegen.
| Weapon Proficiency | Beschrijving                                                                | Beschikbaarheid                                                        |
| ------------------ | --------------------------------------------------------------------------- | ---------------------------------------------------------------------- |
| Kick               | Verminderde terugslag (met 20%)                                             | Alle wapens                                                            |
| Range              | Verhoogde actieradius.                                                      | Alleen voor machinepistolen en hagelgeweren.                           |
| Attachments        | Twee attachments voor je wapen.                                             | Alle wapens.                                                           |
| Focus              | Verminderde terugslag wanneer je geraakt wordt door een vijandelijke kogel. | Alle wapens.                                                           |
| Melee              | Sneller melee actie uitvoeren                                               | Alleen voor hagelgeweren, machinepistolen, en oproerschilden.          |
| Stability          | Verbetert de stabiliteit tijdens het richten.                               | Alle wapens.                                                           |
| Impact             | Verhoogde penetratie van kogels door muren en omheiningen.                  | Alle wapens behalve voor machinepistolen en hagelgeweren.              |
| Speed              | Sneller bewegen.                                                            | Alleen voor machinegeweren, scherpschuttersgeweren, en oproerschilden. |
| Damage             | Kogels doen meer schade (met 40%).                                          | Alleen voor hagelgeweren.                                              |
| Breath             | Mogelijkheid om adem in te houden bij het richten.                          | Alleen voor aanvalsgeweren.                                            |

### Strike Chains
De Strike Chains (Point Streaks) zijn nieuw in de Call of Duty serie en vergelijkbaar met de Killstreaks in: CoD: 4, WaW, MW2, BO. Wanneer de speler een bepaald aantal punten behaalt (o.a. kills, bommen planten, etc.) zonder dood te gaan, verkrijgt de speler beloningen. Wanneer de speler doodgaat, moet hij opnieuw beginnen met punten vergaren. Je kan maximaal 3 Point Streaks per keer aan hebben staan. Ook nieuw in de serie is dat wanneer de laatste/derde point streak is behaald, je opnieuw kan beginnen met point streaks vergaren (in plaats van eerst doodgaan voor je opnieuw point streaks kan vergaren).

#### Assault Strike Chain
| Benodigde punten | Beloning            | Uitleg                                                                                       |
| ---------------- | ------------------- | -------------------------------------------------------------------------------------------- |
| 3                | UAV                 | Toont vijanden op de minimap                                                                 |
| 4                | Care Package        | Laat een "doos" vallen met een willekeurige point streak                                     |
| 5                | IMS                 | De "Intelligent Munitions System" detecteert en elimineert vijanden                          |
| 5                | Predator Missile    | Op afstand bestuurbare raket                                                                 |
| 5                | Sentry Gun          | Laat een Sentry Gun vallen die na oppakken neergezet kan worden                              |
| 6                | Precision Airstrike | Roep 3 F15 Eagle's / MIG-29's in                                                             |
| 7                | Attack Helicopter   | Roep een AH-1W / Mil Mi-24 in                                                                |
| 9                | Strafe Run          | Roep vijf "Attack Helicopters" in die een deel van de kaart aanvallen                        |
| 9                | AH-6 Overwatch      | Roep een AH-6 Little Bird in die de speler volgt en beschermt                                |
| 9                | Reaper              | De speler kan een MQ-9 Reaper besturen die 14 raketten beheert                               |
| 10               | Assault Drone       | Roep een drone in die voor maximaal 60 seconden met een MK46 rondrijdt en op vijanden schiet |
| 12               | AC130               | Beman een Lockheed AC-130                                                                    |
| 12               | Pave Low            | Roep een Sikorsky MH-53 in                                                                   |
| 18               | Juggernaut          | Ontvang geavanceerde armour via een care package                                             |
| 18               | Osprey Gunner       | Beman een V-22 Osprey, deze laat ook 3 of 4 care packages vallen.                            |

#### Support Strike Chain
| Benodigde punten | Beloning         | Uitleg                                                                                  |
| ---------------- | ---------------- | --------------------------------------------------------------------------------------- |
| 4                | UAV              | Toont vijanden op de minimap                                                            |
| 5                | Counter UAV      | Blokkeert de minimap van de tegenstanders                                               |
| 5                | Ballistic Vests  | Laat een tas met "Ballistic Vests" voor je team achter                                  |
| 5                | Airdrop Trap     | Doodt vijanden met een valstrik in de vorm van een krat.                                |
| 8                | SAM Turret       | Geautomatiseerde SAM turret dat luchtdoelen vernietigt                                  |
| 10               | Recon Drone      | Controleer een "Recon Drone" waarmee je vijandelijke posities kan doorgeven aan je team |
| 12               | Advanced UAV     | Roep een "Advanced UAV" dat de richting aangeeft waarin de vijanden bewegen in          |
| 12               | Remote Sentry    | Plaats een "Remote Turret" en bestuur het op afstand                                    |
| 14               | Stealth Bomber   | Een luchtaanval (van een B-2 Spirit) die niet zichtbaar is op de minimap                |
| 18               | EMP              | Schakelt tijdelijk alle elektronica uit van het andere team                             |
| 18               | Recon Juggernaut | Ontvang geavanceerde armour via een care package                                        |
| 18               | Escort Airdrop   | Roep een V-22 Osprey in die vier pointstreaks (care packages) laat vallen en verdedigt  |

#### Specialist Strike Chain
De beloningen die worden verkregen bij de Specialist Strike Chain zijn drie extra perks in de volgorde van 2, 4 en 6 punten. De speler kan in het menu "Create-A-Class" de drie perks kiezen die hij wil verkrijgen. Wanneer de speler 8 punten heeft bereikt, krijgt hij alle Specialist-compatibele perks en alle proficiencies.

#### MOAB
De M.O.A.B is een beloning als de speler een 25 (met Hardline 24) pointstreak (zonder dood te gaan) binnenhaalt. Als de speler het inroept gaat na 10 seconden een Massive Ordnance Air Blast (MOAB) af. Deze pointstreak kan niet in het Create-A-Class-menu worden geselecteerd. Hiervoor moet de speler ook alleen de points halen zonder dat hij met zijn andere pointstreaks points maakt. De M.O.A.B beëindigt, in tegenstelling tot de Nuke in Modern Warfare 2, de game niet. De MOAB heeft ook een EMP effect bij het vijandelijke team voor 60 seconden.

#### Deathstreaks
Deathstreaks keren terug van Modern Warfare 2. De speler kan een van de volgende deathstreaks kiezen:
| Doden op rij | Deathstreak naam | Uitleg |
| ------------ | ---------------- | --- |
| 4            | Juiced           | Beweeg een stuk sneller voor 7,5 seconden                                                                                       |
| 4            | Martyrdom        | Laat meteen na het doodgaan een granaat vallen                                                                                  |
| 5            | Revenge          | Spelers zien de positie van de speler die hem voor het laatst heeft gedood                                                      |
| 5            | Hollow Points    | De speler krijgt extra krachtige kogels die alleen tegen één enkele vijand werken.                                              |
| 4            | Final Stand      | De speler krijgt nog een laatste kans voordat hij doodgaat. Hij kan alle wapens nog gebruiken en na genoeg 'rust' weer opstaan. |
| 6            | Dead Man's Hand  | Final Stand met C4 |

En als je de perk 'Hardline pro' (uit Tier 2) hebt gaat er 1 vanaf.

## Trailer
Er zijn vier teasers uitgekomen die zich elk in de hoofdstad van een ander land afspeelden, namelijk New York, Londen, Parijs en Berlijn. In elke teaser kon gezien worden dat de steden werden belegerd en in puin lagen. Op 23 mei is de officiële trailer uitgekomen. Wat opvallend is, is dat op het einde van de trailer WW3 staat. Dit verwijst naar Wereldoorlog 3. Vervolgens draait de eerste W zich waardoor WW3 verandert in MW3. MW3 is de afkorting voor Modern Warfare 3, vergelijkbaar met MW en MW2, de afkortingen van eerdere delen uit de Call Of Duty-serie.
Op 9 juni verscheen de trailer voor Survival Mode.
Op 2 september verscheen de trailer voor de multiplayer van Modern Warfare 3.

## Personages
In het spel komen TF 141 Captain John "Soap" MacTavish, ex-SAS Captain John Price en informant Nikolai weer terug om de ultranationalist Vladimir Makarov te elimineren. De nieuwe personages zijn het Delta Team, Derek "Frost" Westbrook, Sandman, Grinch & Truck. Ook komt de SAS weer terug met een oud personage van "Call of Duty 4: Modern Warfare", genaamd Sgt. Wallcroft, en een nieuw SAS-lid genaamd Marcus Burns. Verder voert Price ook gesprekken met Captain McMillan, die voorkomt in een flashback in de eerste Modern Warfare.

## Hardened Edition
Net zoals voorgaande spellen is er voor Modern Warfare 3 ook een "Hardened Edition". Dit is een lijst van de specificaties van de Hardened Edition:
- De Call of Duty: Modern Warfare 3 game-dvd, met unieke Box-Art
- 1-jaar Call of Duty Elite premium lidmaatschap, waar in zit:
  - 22 stuks van Modern Warfare 3 DLC geleverd via een periode van 9 maanden
  - Extra Multiplayer maps, Spec Ops missies en extra spelmodus
  - Eigendom van alle DLC, zelfs als het lidmaatschap afloopt
- Speciale status op Call of Duty Elite, waar in zit:
  - Unieke wapencamouflage en bodypaint
  - Exclusieve in-game Player Card en Embleem
  - Toegang tot de privé "#Founder"-groep
  - Speciale Clan XP boost
  - Speciale operaties, evenementen en competities
  - Exclusieve prijzen en ervaringen
- Speciale steelbook disc-verpakking
- Exclusieve Special Ops Juggernaut Xbox LIVE, PlayStation Network outfit

## Find Makarov
Op 2 maart 2011 verscheen er een door fans gemaakte video op YouTube, genaamd Find Makarov - Modern Warfare 3 - MW3 Teaser Trailer. In deze video werden personages uit de Modern Warfare-serie nagespeeld in een zelfbedacht scenario. Als reactie op deze (zelfbetaalde) video betaalde Activision mee aan de productie van het vervolg, genaamd Find Makarov: Operation Kingfish.